# Церковний Іван Ілліч
Іван Ілліч Церковний (1922, село Павлівка Богодухівського повіту Харківської губернії, тепер Богодухівського району Харківської області — ?) — український радянський і компартійний діяч, депутат Верховної Ради УРСР 8-го скликання (у 1972—1975 роках).

## Біографія
Народився в родині селянина. У 1941 році закінчив сільськогосподарський технікум і працював дільничним агрономом Богодухівської машинно-тракторної станції (МТС) Харківської області.
У 1941—1945 роках — служба в лавах Червоної армії, учасник німецько-радянської війни з 1942 року. Служив старшим сержантом — командиром відділення взводу зв'язку 1317-го стрілецького полку 202-ї стрілецької дивізії 2-го Українського фронту.
Після демобілізації, у 1945—1952 роках працював на різних посадах у сільськогосподарських органах Харківської, Сумської, Львівської областей.
Член ВКП(б).
У 1952—1958 роках — головний агроном Волинської обласної контори «Головзаготсортзерно»; головний агроном, директор Голобської машинно-тракторної станції (МТС) Волинської області.
У 1958—1959 роках — начальник Голобської районної інспекції по сільському господарству; голова виконавчого комітету Голобської районної ради депутатів трудящих Волинської області.
Без відриву від виробництва закінчив Харківський сільськогосподарський інститут і педагогічний факультет Московської сільськогосподарської академії імені Тімірязєва.
У 1959—1962 роках — начальник Ковельської районної інспекції по сільському господарству; директор Горохівського сільськогосподарського технікуму Волинської області.
У 1962—1965 роках — голова виконавчого комітету Горохівської районної ради депутатів трудящих Волинської області, начальник Горохівського виробничого колгоспно-радгоспного управління.
У січні 1965 — 1970 року — 1-й секретар Горохівського районного комітету КПУ Волинської області.
У 1970 — 14 червня 1972 року — 1-й заступник голови виконавчого комітету Волинської обласної Ради депутатів трудящих.
14 червня 1972 — квітень 1975 року — голова виконавчого комітету Волинської обласної Ради депутатів трудящих.
Потім — на пенсії.

## Нагороди
- орден «Знак Пошани» (26.02.1958)
- орден Вітчизняної війни І ст. (6.11.1985)
- орден Слави ІІІ ст. (7.12.1944)
- ордени
- медалі